# Fausto Baratta
Fausto Baratta di Leopoldo Rossi (Carrara, 1832-Barcelona, 1904) fue un escultor italiano afincado en Barcelona (España).

## Biografía
Trabajó en colaboración con su hermano Angelo Baratta, que llevaba la parte burocrática de su negocio, mientras que Fausto se encargaba de la labor artística. Se especializó principalmente en escultura funeraria.
En 1842, todavía en su ciudad natal, ganó un Concurso de Invención por su obra Muerte de Catilina.

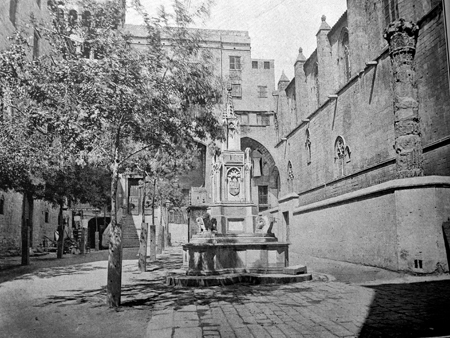
Fuente de la plaza del Rey (1853).

Una de sus primeras obras en Barcelona fue la fuente de la plaza del Rey (1853), ejecutada sobre un proyecto del arquitecto Francisco Daniel Molina. Era de estilo neogótico, con una planta octogonal rematada por una aguja de piedra, por lo que asemejaba más bien un panteón funerario. Debía estar decorada con unas alegorías de los ríos de las cuatro provincias catalanas en cuatro de sus lados, y en los otros cuatro unas figuras de leones que arrojarían agua por la boca; sin embargo, finalmente solo se realizó el lado dedicado a Barcelona, decorado con el escudo condal. La fuente desapareció en la reforma de la plaza efectuada entre 1931 y 1934.
Entre sus obras más destacadas se encuentra la Fuente del Genio Catalán (1856), en el Pla de Palau (Barcelona), que realizó junto a Francesc Daniel Molina y el escultor Josep Anicet Santigosa. Se construyó en homenaje al marqués de Campo Sagrado, quien fomentó la llegada de agua procedente de Moncada en unos años de fuerte sequía. Sobre un estanque circular se halla un pedestal con estatuas alegóricas de las cuatro provincias catalanas, mientras que sus cuatro bocas de agua, con forma de cabeza de león, representan los principales ríos del Principado (Ebro, Segre, Ter y Llobregat); sobre un pilar octogonal se alza la figura del Genio Catalán, un joven desnudo con alas que sostiene una estrella en su mano derecha, que representa el Progreso, y una palma de la Victoria en la izquierda. Baratta se encargó de los trabajos en mármol, si bien no está del todo establecida la autoría del Genio Catalán, si de Baratta o de Santigosa.
En 1860 ejecutó el pedestal del Monumento a Fernando el Católico erigido en la plaza Real, con una escultura del monarca obra de Josep Piquer, que al ser realizada en yeso se descompuso en un plazo de trece años; quedó por unos años el pedestal, que fue retirado en 1868.
Fue autor también del panteón de Juan Vías Paloma e Isidora Ochoteco en el Cementerio de Pueblo Nuevo (1873).